# Халльсберг
Халльсберг (швед. Hallsberg) — город в центральной Швеции, в лене Эребру. Административный центр коммуны Халльсберг (при этом небольшой район Халльсберга (площадью в 74 га и с населением в 147 чел.) входит в состав соседней коммуны Кумла).
Халльсберг является одним из важнейших в Швеции железнодорожных узлов. Местный вокзал был открыт в 1862 году. Здесь находится также крупнейшая в Швеции сортировочная станция.

## Достопримечательности
Помимо здания железнодорожного вокзала, построенного во второй половине XIX века, внимания заслуживает возведённый архитектором Фердинандом Бубергом дом крупного торговца Адольфа Бергё (Bergööska huset). Зал для торжеств этого здания украшен росписями художника Карла Ларссона, дочь которого была супругой Бергё.
Примерно в двух километрах северо-восточнее Халльсберга находится самое крупное в Швеции поле курганных захоронений  относящееся к временам железного века Норрбю стенар.